# Abtei Saint-Félix-de-Montceau
Die Abtei Saint-Félix-de-Montceau war vom 11. bis 12. Jahrhundert ein Kloster der Benediktinerinnen, vom 12. bis 15. Jahrhundert der Zisterzienserinnen und, bis zur Auflösung durch die Französische Revolution 1791, wieder der Benediktinerinnen in Gigean im Département Hérault (Frankreich).

## Geschichte

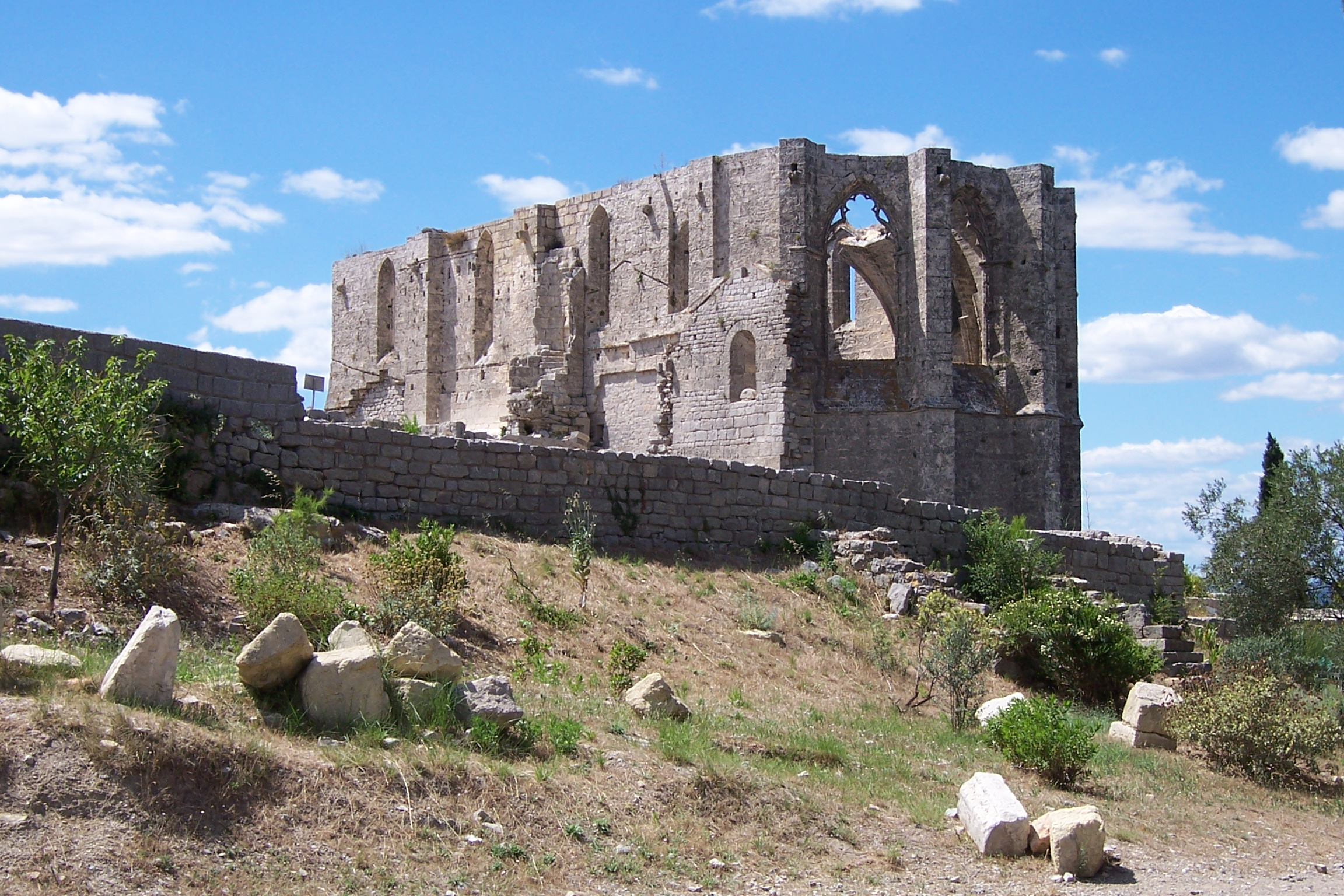
Ruine der Abteikirche

Die seit dem 11. Jahrhundert im Bistum Maguelone zwischen Gigean und Frontignan auf dem Höhenrücken Gardiole am Thau-See existierende Nonnenabtei Saint-Félix-de-Montceau (fälschlich auch: Saint-Félix-de-Monceau) ging 1169 vom Benediktinerorden zum Zisterzienserorden über. Ende des 13. Jahrhunderts wurde die (heute als Ruine erhaltene) gotische Abteikirche gebaut. Im 15. Jahrhundert wurde der Konvent wieder benediktinisch und wechselte 1514 aus Sicherheitsgründen in die Stadt Gigean, wo das Kloster 1791 durch die Französische Revolution aufgelöst wurde und heute keine Reste mehr vorhanden sind. Das Ruinenfeld im Gardiolemassiv, das seit 1953 unter Denkmalschutz steht, wurde ab 1970 auf Initiative von Luc Routier durch einen eigens gegründeten Verein (Association de sauvegarde de l’Abbaye Saint-Félix de Montceau) renoviert, der auch ein Museum plant. Als Besonderheit wurde ein Klostergarten eingerichtet.